# DJK Waldberg
Die DJK Waldberg ist ein Fußballverein aus dem unterfränkischen Dorf Waldberg (Landkreis Rhön-Grabfeld).

## Geschichte
Der Verein wurde 1953 gegründet. In den ersten knapp 35 Jahren seines Bestehens spielte der Verein unterklassig. 1993 gelang erstmals der Aufstieg in die Landesliga. Dort wurde der Verein in der Saison 1998/99 Vizemeister, scheiterte aber in den Aufstiegsspielen zur Bayernliga. In der Saison 2000/01 zog sich der Verein während der Saison aus dem Spielbetrieb zurück und ging im nächsten Jahr in der Kreisliga an den Start.
Größter sportlicher Erfolg war die Qualifikation für die 1. Hauptrunde um den DFB-Pokal 1997/98, in der man dem amtierenden Deutschen Meister FC Bayern München mit 1:16 unterlag.